# Katyna Huberman
Katyna Waleska Huberman Casas (Santiago, 11 de septiembre de 1971) es una actriz, escritora, publicista y presentadora de televisión chilena de origen judío.

## Biografía
Nació el 11 de septiembre de 1971 en Santiago. Hija de Marcos Luis Huberman Bedrack, publicista. Cursó sus estudios de publicidad en la Universidad del Pacífico.
Posteriormente, trabajó en la agencia de marketing y publicidad Telias & Huberman, en donde participó en diversos procesos creativos para marcas de retail y televisión. En 1995 ingresó a estudiar teatro en la Academia Club de Teatro de Fernando González, de donde egresó como actriz tres años más tarde. El mismo año de su ingreso a la escuela de González estudió en el taller literario de la escritora Mónica Gómez, terminando en 1997. 
Sus inicios en televisión fueron durante la segunda mitad de la década de los 90. Se hizo conocida con el personaje de "La Tontina" en el programa nocturno Lunáticos, de Chilevisión, así como también con el personaje de la "DJ Revienta tu Rana" en el Jappening con ja a fines de los años 1990. 
Fue panelista del programa Acoso textual (2004). Durante el Festival de Viña del Mar 2005 condujo un programa satélite llamado Te vi en Viña con Julian Elfenbein y Rocío Marengo en Canal 13. 
Debutó en las telenovelas de horario nocturno Los treinta (2005) de TVN, junto a Francisco Melo, Alejandra Fosalba y Sigrid Alegría. Su papel de Thelma logró gran popularidad por el éxito de la telenovela. Luego se integró al Área Dramática de TVN durante ocho años.
En 2007 participó en el programa El baile en TVN, del mismo canal televisivo, en su segunda temporada, siendo eliminada en el cuarto capítulo. 
Desde 2019 vive con su pareja en Búzios, Brasil.

## Filmografía
| Películas | Películas                                | Películas        | Películas           | Películas |
| Año       | Película                                 | Rol              | Director            |           |
| --------- | ---------------------------------------- | ---------------- | ------------------- | --------- |
| 2003      | Cesante                                  | Wendy            | Ricardo Amunátegui  |           |
| 2003      | Te vas a morir de pena cuando yo no esté | Vanessa          | Pepe Maldonado      |           |
| 2003      | Buscando a la señorita Hyde              | Rita             | Pepe Maldonado      |           |
| 2003      | El regalo de Silvia                      | Macarena         | Dionisio Pérez      |           |
| 2003      | El nominado                              | Verónica         | Gabriel López       |           |
| 2004      | El socio                                 | Ana              |                     |           |
| 2004      | Gente decente                            | Rosario          | Edgardo Viereck     |           |
| 2007      | Normal con alas                          | Piedad Balmaceda | Coca Gómez          |           |
| 2008      | Virginidad sangrienta                    |                  |                     |           |
| 2008      | Radio Corazón                            | Sofía Lira       | Roberto Artiagoitia |           |
| 2009      | A un metro de ti                         | Marga            | Daniel Henríquez    |           |
| 2011      | La comiquería                            | Marcela Venegas  | Nicolás Lorca       |           |

## Televisión

### Telenovelas
| Año  | Título                   | Papel              | Notas             | Ref.  |
| ---- | ------------------------ | ------------------ | ----------------- | ----- |
| 1998 | Amándote                 | Rosita             | Secundario        |       |
| 2005 | Los Treinta              | Thelma Varela      | Papel coprincipal |       |
| 2005 | Versus                   | Sara Wellington    | Papel coprincipal |       |
| 2006 | Disparejas               | Isidora Duarte     | Papel principal   |       |
| 2007 | Corazón de María         | Gabriela Goic      | 15 episodios      |       |
| 2007 | Alguien te mira          | Rocío Lynch        | 13 episodios      |       |
| 2007 | Amor por accidente       | Rita Lihn          | Secundario        |       |
| 2009 | Los ángeles de Estela    | Tania Abarzúa      | Secundario        |       |
| 2010 | 40 y tantos              | Renata Santelices  | Secundario        |       |
| 2012 | Pobre rico               | Rosa Lagos         | Secundario        |       |
| 2014 | Mamá mechona             | Marisol Cancino    | Secundario        |       |
| 2015 | Veinteañero a los 40     | Jacqueline Munita  | Secundario        |       |
| 2016 | Sres. papis              | Paula Rosende      | Antagonista       | [ 2 ] |
| 2016 | Ámbar                    | Ximena Segura      | Secundario        |       |
| 2017 | Perdona nuestros pecados | Elvira Undurraga   | 70 episodios      | [ 3 ] |
| 2018 | Si yo fuera rico         | Antonia Miller     | Antagonista       |       |
| 2019 | Río oscuro               | Josefina Cruz      | Secundario        |       |
| 2022 | Secretos de familia      | Oriana Muñoz       | Antagonista       | [ 4 ] |
| 2023 | Generación 98            | Jessica Turrientes |                   | [ 5 ] |
| 2024 | Al sur del corazón       | Sofía Molina       |                   |       |

### Series y unitarios
| Año       | Título                 | Papel                         | Notas       |
| --------- | ---------------------- | ----------------------------- | ----------- |
| 1997      | Las historias de Sussi | Mónica Ortega                 | 1 episodio  |
| 2002-2005 | La vida es una lotería | Emilia Hausser / Laura / Sara | 3 episodios |
| 2003      | Cuentos de mujeres     | Cecilia                       | 1 episodio  |
| 2004      | Cuentos chilenos       |                               |             |
| 2005      | Heredia & Asociados    | Claudia Amaro                 |             |
| 2006      | Justicia para todos    | Cecilia                       | 1 episodio  |
| 2008      | Aída                   | Déborah                       | Secundario  |
| 2020      | El presidente          | Olivia                        | 5 episodios |

### Programas
- Jappening con ja (Mega, 2000-2001) - Varios personajes
- Oveja Negra (TVN, 2001) - Varios personajes
- Acoso textual (Canal 13, 2004) - Panelista
- Te vi en Viña (Canal 13, 2005) - Panelista
- El baile en TVN (TVN, 2007) - Participante

## Teatro
- A la cabeza del ganado (2019)
- El desmontaje de los Pereira (2017)
- 23 centímetros.
- Te vas a morir de pena cuando yo no esté (2003).
- Entre Amigos (2012), dirigida por Raúl Llovet.

## Podcast
- Quemar tu casa (Spotify, 2022)

## Radio
De 2005 a 2007 condujo el programa Sandía de Radio Concierto, junto a Natalia del Campo.
A partir del año 2009 se suma al panel del programa radial El País de Las Maravillas de Radio Zero, programa de actualidad donde se analiza en forma irónica e irreverente el acontecer nacional y los fenómenos de la sociedad chilena.

## Vídeos musicales
| Año  | Título             | Artista  | Dirección         |
| ---- | ------------------ | -------- | ----------------- |
| 2019 | Hola, ¿Cómo estás? | Crettino | Fernando Lasalvia |

## Premios y nominaciones
| Año  | Premio      | Categoría                 | Trabajo     | Resultado |
| ---- | ----------- | ------------------------- | ----------- | --------- |
| 2005 | Premio APES | Mejor actriz en miniserie | Los treinta | Ganadora  |